# Pieśni święte i grzeszne
Pieśni święte i grzeszne – wydawnictwo dwupłytowe - wydana w 2005 roku płyta zespołu Werchowyna. Materiał podzielono na płytę pierwszą - Pieśni święte i płytę drugą - Pieśni grzeszne według najbardziej wyrazistego podziału muzyki uznawanego przez mieszkańców polskiego pogranicza wschodniego. Podział ten wyraża naturalną potrzebę rozdzielenia dwóch sfer życia - świeckiej i religijnej. Książeczka płyty zawiera zdjęcia z występów zespołu w Auli Głównej Politechniki Warszawskiej.

## Lista utworów

### Pieśni święte (CD#1)
Płyta zawiera kolędy cerkiewne i ludowe oraz szczedriwki pochodzące z różnych regionów Ukrainy.
1. A wczora z weczora (2:54)
2. Jak s'iew Jsos Chrystos (1:49)
3. Oj, u Kyjewi ta-j na kameni (3:16)
4. Diewa Marija (2:37)
5. Swiataja Warwara (2:47)
6. Po ws'iomu switu (2:47)
7. Sydyt' Mykoła (3:22)
8. Oj, a w Kyjowi da-j na rynoczku (2:18)
9. Dywnaja nowyna (4:25)

### Pieśni grzeszne (CD#2)
Płyta zawiera świeckie pieśni liryczne i obrzędowe, głównie obrzędów wiosennych i letnich. Są to ukraińskie liryczne pieśni miłosne, pieśń rekrucka i żołnierska, wesnianki (ukraińskie śpiewy wiosenne) oraz rohulka (pieśń śpiewana przed wesniankami), ukraińskie pieśni kupalne, słowackie trawnice, białoruska pieśń żniwna, pieśni weselne z Rosji.
1. Zoriuszka (2:25)
2. Wyjdy, wyjdy, Iwanoczku (1:12)
3. Posatawlu ja swieczu (2:44)
4. Swiaty Jure (2:07)
5. Werbowaja doszczeczka (2:25)
6. Da-j rozkopaju horu (3:50)
7. Oj, ty wyszeńko (3:51)
8. Czomu na waszych polach (1:43)
9. Da iszły diwky (2:54)
10. Oj, Kupało-rozkupało (1:41)
11. Jak pos'iju rożu (2:57)
12. Oj, od Kyjewa do seła (3:15)
13. Waczistym eta palie (2:53)
14. Jak pajdu ja (1:46)
15. Trawnice (3:24)
16. Oj, zyjdy, zyjdy (3:21)
17. Zoriuszka (2:31)

## Skład
- Anna Jakowska "Żermena"
- Ewa Karasińska-Gajo
- Tadeusz Konador
- Małgorzata Madejska-Podsiadło
- Kaśka Migdalska
- Agata Myśluk
- Mirek Rak
- Maciej Siciarek
- Małgorzata Słoń-Nowaczek
- Piotr Tederko
- Kuba Urlich
- Jola Węgrzyn
- Ewa Wróbel